# Santa Maria da Boa Vista
Santa Maria da Boa Vista est une municipalité brésilienne située dans l'État du Pernambouc.